# Armadillidium mycenaeum
Armadillidium mycenaeum är en kräftdjursart som beskrevs av Hans Strouhal 1937. Armadillidium mycenaeum ingår i släktet Armadillidium och familjen klotgråsuggor. Inga underarter finns listade i Catalogue of Life.